# 澎湖列島攻略作戦
澎湖列島攻略作戦（ほうこれっとうこうりゃくさくせん、ポンフーれっとうこうりゃくさくせん）は、日清戦争における最後の戦闘であり、講和条約として台湾割譲を目的とした戦闘である。

## 戦闘前

### 日本側の狙い
伊藤博文内閣総理大臣は以前から考えていた台湾割譲を想定し、冬季作戦の一つに「台湾攻略」を大本営に提案した。大本営は、1月13日に台湾攻略の前提として澎湖列島攻略を計画した。日清戦史によると「澎湖島ヲ陥レ、此ノ海軍根拠地ヲ占メ、支那南部ノ残艦隊ヲ討滅シ、戦時禁制品ヲ密輸スル船舶ヲ捕獲セシメン」という内容の作戦だった。

## 戦闘

### 日本軍の動き
大本営によると清軍の戦力は、歩兵12営、砲兵2営、海兵1営が、澎湖列島にいるという情報があり、混成支隊は、歩兵三箇大隊、山砲一箇中隊、騎兵五騎で構成された計3936人で構成された。